# Hurko (stacja kolejowa)
Hurko – stacja kolejowa we wsi Hurko, w województwie podkarpackim, w powiecie przemyskim, w gminie Medyka. Od 1 września 2016 na stacji zatrzymują się pociągi REGIO przewoźnika Polregio w relacji Przemyśl Główny – Medyka.
12 listopada 2023 zakończono przebudowę przystanku polegającą na zmianie lokalizacji na dogodniejszą – wybudowano nowy peron wyposażony we wiatę, ławki i oznakowanie.

## Ruch pasażerski
| Rok  | Wymiana pasażerska na dobę |
| ---- | -------------------------- |
| 2017 | 0-9                        |
| 2022 | 0-9                        |